# Балка Татарка
Балка Татарка, Яр Татарка (рос. Ов. Татарка; б. Татарка) — балка (річка) в Україні у Троїцькому районі Луганської області. Ліва притока річки Гнилої (басейн Азовського моря).

## Опис
Довжина річки приблизно 8,86 км, найкоротша відстань між витоком і гирлом — 8,06  км, коефіцієнт звивистості річки — 1,10 . Формується багатьма балками та загатами. Балка в своїй більшості пересихає.

## Розташування
Бере початок на південно-західній стороні від села Ями. Тече переважно на південний захід і у селі Покровське впадає у річку Гнилу, праву притоку Красної.

## Цікаві факти
- У селі Покровське балку перетинає автошлях Т 1312[4] (автомобільний шлях територіального значення в Луганській області. Проходить територією Сорокинського району, Свердловської, Ровеньківської та Антрацитівської міських рад через Сорокине — Комсомольський — Довжанськ — Шахтарське — Любимівка — Ровеньки — Картушине — Кам'яне — Антрацит. Загальна довжина — 62,3 км.).
- У XIX столітті у селі Покровське (рос. Гнилая[2]) на балці існувало багато вітряних млинів[2].